# Ancient Rites
Az Ancient Rites egy 1988-ban alakult belgiumi (közelebbről flandriai) black metal/folk-metal együttes, Diest városából. Az alapítók közül már csak Gunther Theys frontember szerepel a zenekarban. Első demójukat 1990-ben adták ki, aminek a megjelentetése után nem sokkal a gitáros Philip autóbalesetben elhunyt, a dobos Stefan pedig öngyilkosságot követett el.

## Jelenlegi tagok
- Gunther Theys – basszusgitár (1988–2004, 2014–től), ének (1988–tól)
- Walter van Cortenberg – dobok (1991–től)
- Erik Sprooten – gitárok (1996–tól)
- Thomas Cochrane – gitárok (2015–től)

## Diszkográfia

### Nagylemezek
- The Diabolic Serenades (1994)
- Blasfemia Eternal (1996)
- Fatherland (1998)
- Dim Carcosa (2001)
- Rubicon (2006)
- Laguz (2015)

### Egyéb kiadványok
- Dark Ritual (demó, 1990)
- Promo 1992 (demó, 1992)
- Evil Prevails... (EP, 1992)
- Longing for the Ancient Kingdom II / Counterparts (split kislemez, 1992)
- Uncanny / Ancient Rites (split nagylemez, 1993)
- Thou Art Lord / Ancient Rites (split kislemez, 1993)
- Promo '94 (demo, 1994)
- Scared by Darkwinds / Longing for the Ancient Kingdom II (split kislemez, 1994)
- The First Decade 1989-1999 (válogatás, 1999)
- Scenes of Splendour (DVD, 2001)
- And the Hordes Stood as One (DVD és koncertlemez, 2003)